# Sorana
Sorana è una frazione del comune di Pescia, in provincia di Pistoia, Toscana. È una delle località dette Dieci castella della Valleriana, soprannominata Svizzera Pesciatina.

## Monumenti e luoghi d'interesse
- Chiesa dei Santi Pietro e Paolo apostoli

## Cultura

### Cucina
- Fagiolo di Sorana:l'ultima domenica di agosto si svolge la "Festa del fagiolo di Sorana IGP".